# La malquerida (película de 1949)
La malquerida es una película de drama mexicana de 1949 escrita y dirigida por Emilio "El Indio" Fernández y protagonizada por Dolores del Río, Julio Villarreal, Roberto Cañedo, Columba Domínguez y Pedro Armendáriz. Es adaptación de la obra homónima del dramaturgo español Jacinto Benavente.

## Argumento
En la Hacienda de El Soto, viven Doña Raymunda (Dolores del Río) y su hija, Acacia (Columba Domínguez). Al quedar Raymunda viuda, contrajo matrimonio con Esteban (Pedro Armendáriz), que es rechazado por su hija, sin saber que en realidad entre ambos se ha despertado un amor muy profundo que ambos ocultan tras su máscara de hostilidad. Lo peor viene cuando Esteban comienza a deshacerse de todos los hombres que rodean a Acacia, que comienza a ser llamada La Malquerida.

## Premios y nominaciones
Gabriel Figueroa ganó el Premio Internacional a Mejor Fotografía del Festival Internacional de Cine de Venecia en 1949, donde también fue nominado Emilio "El Indio" Fernández para obtener el León de Oro.[cita requerida]
En el año de 1950, la Academia Mexicana de Artes y Ciencias Cinematográficas, nominaría a Manuel Fontanals, para obtener el Ariel en la categoría de "Mejor Escenografía".[cita requerida]

## Datos y curiosidades
Filmada en 1949 y dirigida por Emilio “el Indio” Fernández, conjuga en la historia misma y en las decisiones del director para su realización una estampa artística de lo más relevante del melodrama rural en la llamada época de oro del cine mexicano. Basada en la obra de teatro homónima escrita en 1913 por el dramaturgo español Jacinto de Benavente; La malquerida es una historia de pasiones prohibidas, secretos y escándalos para la conservadora moral de la época. El que esté escrita y concebida como puesta teatral, facilita las cosas al Indio Fernández, quien traslada el drama al campo mexicano (en el Estado de Guanajuato) y ambienta la vida en una hacienda campirana, también influenciada por el movimiento revolucionario, otro subgénero ampliamente explotado durante la misma etapa floreciente del cine mexicano. Pero la historia en sí misma y su estructura dramática de origen, no son lo más relevante de la versión fílmica. También cuentan de manera importante la magistral fotografía de Gabriel Figueroa y la elección del elenco que cuenta con tres de las figuras más populares de la época, interpretando los papeles que los convertirían en clásicos: Dolores del Río, como la viuda, la dueña, la mujer envuelta en la duda entre seguir el impuso de un deseo o mantener su respetado status; Pedro Armendáriz como el prototipo del machismo de la época, incapaz de resolver el conflicto, pero siguiendo un instinto que llevará la situación al punto de insostenible; y finalmente Columba Domínguez como la belleza fantasmal y seductora, la manzana de la discordia, la esencia de la tentación.
La película es vigente ahora como entonces, porque las motivaciones pasionales de los protagonistas, son reales, suceden en lo cotidiano. Y tristemente ahora, como en 1949, los juicios morales se sostienen en vagas premisas, en apodos crueles, en opiniones injustas. La malquerida es una pieza artística que ha sobrepasado con éxito la prueba del tiempo. Un documento fílmico considerado entre las mejores películas mexicanas de todos los tiempos.
Este filme ocupa el lugar 92 dentro de la lista de las 100 mejores películas del cine mexicano, según la opinión de 25 críticos y especialistas del cine en México, publicada por la revista somos en julio de 1994.
En 2014, el formato fue adaptado por Ximena Suárez a telenovela, siendo protagonizada por Victoria Ruffo, Christian Meier y Ariadne Díaz.